# 第四地区
第四地区（英语：Administrative Zone 4）是埃塞俄比亚阿法尔州的五个地区之一，东南为第一地区，西南为阿姆哈拉州，西北为提格雷州，北为第二地区。首府克勒威纳，最大城市为蒂比纳